# Gobierno de Cataluña 1999-2003
Es el gobierno de la Generalidad de Cataluña en el periodo 1999-2003 correspondiendo a la VI legislatura parlamentaria del periodo democrático y sucedió al Gobierno de Cataluña 1995-1999. 

## Cronología
Después de las  elecciones del 17 de octubre de 1999,  la candidatura encabezada por Jordi Pujol de Convergencia y Unión obtiene una mayoría simple de 56 escaños frente a los 52 escaños obtenidos por  el Partido de los Socialistas de Cataluña de Pasqual Maragall. 
El 16 de noviembre tiene lugar el debate de investidura y Jordi Pujol resultó elegido por sexta  vez consecutiva como Presidente de la Generalidad de Cataluña con 68 votos a favor (Convergencia y Unión y Partido Popular de Cataluña), 55 en contra (Partido de los Socialistas de Cataluña y  Iniciativa por Cataluña Verdes) y 12 abstenciones de Esquerra Republicana de Catalunya.
Pese al apoyo del Partido Popular de Cataluña a la investidura, Jordi Pujol  va  a gobernar en minoría con acuerdos parlamentarios puntuales.
En octubre de 2001, Pasqual Maragall va presentar una moción de censura contra el gobierno de la Generalidad de Cataluña. A pesar de no contar con apoyos parlamentarios suficientes, el líder de la oposición continúa con la iniciativa para desgastar al gobierno. Jordi Pujol  no interviene en el debate y es Artur Mas como  Consejero primero del Gobierno de Cataluña el que va a responder a Pasqual Maragall.

## Cambios en el gobierno
El último gobierno Pujol va a tener los siguientes cambios:
- 03-02-2000. Xavier Trias deja la Consejería de Presidencia para presentarse a las Elecciones generales de España de 2000.
- 03-04-2000. Se crea la Consejería  de Universidades, Información y Sociedad de la Información respondiendo a la presión de los rectores de las universidades a no depender de un Comisionado.
- 17-01-2001. Se recupera la figura del Consejero primero del Gobierno de Cataluña.  Artur Mas ocupa el cargo y se perfila como el sucesor de Jordi Pujol. Se produce una crisis en el seno de la coalición  Convergencia y Unión, ya que Unión Democrática de Cataluña rechazaba el nombramiento de Artur Mas. Duran i Lleida amenaza con dejar el gobierno de la Generalidad de Cataluña  a pesar de la oferta de una consejería adicional que le hace el presidente.
- 05-02-2001. Duran Lleida deja el  gobierno de la Generalidad de Cataluña y es  sustituido por Núria de Gispert.
- 20-11-2001. Felip Puig pasa a la Consejería de Política territorial y Obras públicas.
- 04-11-2002. Es la reforma más importante de la legislatura. Se integran las consejerías de Justicia e Interior;  la de Trabajo con Industria, Comercio y Turismo. Cambia de denominación Bienestar Social. Cambia el consejero de Sanidad.

## Estructura del gobierno
|                                                                                              |                                                                         |                                                                          |                                                                          |
| ← Gobierno de Jordi Pujol → (29 de noviembre de 1999 - 20 de diciembre de 2003)              |                                                                         |                                                                          |                                                                          |
| Partido político                                                                             |                                                                         | CiU                                                                      | CDC                                                                      |
| Partido político                                                                             | UDC                                                                     | CiU                                                                      |                                                                          |
| Presidencia                                                                                  |                                                                         |                                                                          |                                                                          |
| Presidencia de la Generalidad                                                                |                                                                         | Jordi Pujol 29 de noviembre de 1999-20 de diciembre de 2003              | Jordi Pujol 29 de noviembre de 1999-20 de diciembre de 2003              |
| Consejerías                                                                                  |                                                                         |                                                                          |                                                                          |
| Presidencia (1999-2001) Presidencia y Consejero Primero (2001-2003)                          |                                                                         | Xavier Trias 29 de noviembre de 1999-3 de marzo de 2000                  | Xavier Trias 29 de noviembre de 1999-3 de marzo de 2000                  |
| Presidencia (1999-2001) Presidencia y Consejero Primero (2001-2003)                          | Joaquím Triadú 3 de marzo de 2000-17 de enero de 2001                   |                                                                          |                                                                          |
| Presidencia (1999-2001) Presidencia y Consejero Primero (2001-2003)                          | Artur Mas 17 de enero de 2001-20 de diciembre de 2003                   |                                                                          |                                                                          |
| Gobernación y Relaciones Institucionales                                                     |                                                                         | Josep Antoni Duran i Lleida 29 de noviembre de 1999-5 de febrero de 2001 | Josep Antoni Duran i Lleida 29 de noviembre de 1999-5 de febrero de 2001 |
| Gobernación y Relaciones Institucionales                                                     | Núria de Gispert 5 de febrero de 2001-4 de noviembre de 2002            |                                                                          |                                                                          |
| Gobernación y Relaciones Institucionales                                                     | Josep Maria Pelegrí 4 de noviembre de 2002-20 de diciembre de 2003      |                                                                          |                                                                          |
| Justicia (1999-2002) Justicia e Interior (2002-2003)                                         |                                                                         | Núria de Gispert 29 de noviembre de 1999-5 de febrero de 2001            | Núria de Gispert 29 de noviembre de 1999-5 de febrero de 2001            |
| Justicia (1999-2002) Justicia e Interior (2002-2003)                                         | Josep Delfí Guàrdia 5 de febrero de 2001-4 de noviembre de 2002         |                                                                          |                                                                          |
| Justicia (1999-2002) Justicia e Interior (2002-2003)                                         | Núria de Gispert 4 de noviembre de 2002-20 de diciembre de 2003         |                                                                          |                                                                          |
| Interior                                                                                     |                                                                         | Xavier Pomés i Abella 29 de noviembre de 1999-4 de noviembre de 2002     | Xavier Pomés i Abella 29 de noviembre de 1999-4 de noviembre de 2002     |
| Interior                                                                                     | Se unifica con la consejería de Justicia                                |                                                                          |                                                                          |
| Sanidad y Seguridad Social                                                                   |                                                                         | Eduard Rius i Pey 29 de noviembre de 1999-4 de noviembre de 2002         | Eduard Rius i Pey 29 de noviembre de 1999-4 de noviembre de 2002         |
| Sanidad y Seguridad Social                                                                   | Xavier Pomés 4 de noviembre de 2002-20 de diciembre de 2003             |                                                                          |                                                                          |
| Economía y Finanzas                                                                          |                                                                         | Artur Mas 29 de noviembre de 1999-17 de enero de 2001                    | Artur Mas 29 de noviembre de 1999-17 de enero de 2001                    |
| Economía y Finanzas                                                                          | Francesc Homs i Ferret 17 de enero de 2001-20 de diciembre de 2003      |                                                                          |                                                                          |
| Industria, Comercio y Turismo (1999-2002) Trabajo, Industria, Comercio y Turismo (2002-2003) |                                                                         | Antoni Subirà 29 de noviembre de 1999-4 de noviembre de 2002             | Antoni Subirà 29 de noviembre de 1999-4 de noviembre de 2002             |
| Industria, Comercio y Turismo (1999-2002) Trabajo, Industria, Comercio y Turismo (2002-2003) | Antoni Fernández Teixidó 4 de noviembre de 2002-20 de diciembre de 2003 |                                                                          |                                                                          |
| Trabajo                                                                                      |                                                                         | Lluís Franco i Sala 29 de noviembre de 1999-4 de noviembre de 2002       | Lluís Franco i Sala 29 de noviembre de 1999-4 de noviembre de 2002       |
| Trabajo                                                                                      | Se unifica con la consejería de Industria, Comercio y Turismo           |                                                                          |                                                                          |
| Educación                                                                                    |                                                                         | Carme Laura Gil i Miró 29 de noviembre de 1999-20 de diciembre de 2003   | Carme Laura Gil i Miró 29 de noviembre de 1999-20 de diciembre de 2003   |
| Universidades, Investigación y Sociedad de la Información                                    |                                                                         | Andreu Mas-Colell 3 de abril de 2000-20 de diciembre de 2003             | Andreu Mas-Colell 3 de abril de 2000-20 de diciembre de 2003             |
| Cultura                                                                                      |                                                                         | Jordi Vilajoana 29 de noviembre de 1999-20 de diciembre de 2003          | Jordi Vilajoana 29 de noviembre de 1999-20 de diciembre de 2003          |
| Bienestar Social (1999-2002) Bienestar y Familia (2002-2003)                                 |                                                                         | Irene Rigau 29 de noviembre de 1999-20 de diciembre de 2003              | Irene Rigau 29 de noviembre de 1999-20 de diciembre de 2003              |
| Política Territorial y Obras Públicas                                                        |                                                                         | Pere Macias 29 de noviembre de 1999-20 de noviembre de 2001              | Pere Macias 29 de noviembre de 1999-20 de noviembre de 2001              |
| Política Territorial y Obras Públicas                                                        | Felip Puig 20 de noviembre de 2001-20 de diciembre de 2003              |                                                                          |                                                                          |
| Medio Ambiente                                                                               |                                                                         | Felip Puig 29 de noviembre de 1999-20 de noviembre de 2001               | Felip Puig 29 de noviembre de 1999-20 de noviembre de 2001               |
| Medio Ambiente                                                                               | Ramon Espadaler 20 de noviembre de 2001-20 de diciembre de 2003         |                                                                          |                                                                          |
| Agricultura, Ganadería y Pesca                                                               |                                                                         | Josep Grau i Seris 29 de noviembre de 1999-20 de diciembre de 2003       | Josep Grau i Seris 29 de noviembre de 1999-20 de diciembre de 2003       |